# Charlie angyalai: Teljes gázzal
A Charlie angyalai: Teljes gázzal 2003-ban bemutatott amerikai akcióvígjáték.  Főszereplők: Cameron Diaz, Drew Barrymore, Lucy Liu és Bernie Mac.

## Cselekmény
|  | Alább a cselekmény részletei következnek! |

A nyitójelenetben valahol Észak-Mongóliában vagyunk, egy kocsmában. Két férfi egy ládát cipel le a pincébe. Amint távoznak, Alex (Lucy Liu) kerül elő belőle. Közben fent Dylan (Drew Barrymore) versenyt iszik a helyi hangadókkal. Kisvártatva Natalie is megérkezik (Cameron Diaz), eltévedt osztrák turistalánynak álcázva magát. Mialatt figyelemelterelés gyanánt meglovagolja a műbikát, Alex kiszabadítja a bordáit fájlaló Ray Carter rendőrbírót (Robert Patrick). A túlerőben lévő ellenfelek miatt mind a négyen az ablakon át távoznak. Elkötnek egy teherautót, ám a hídon két tűz közé kerülnek: egy tank az egyik végén, egy katonatiszt rakétavetővel a másikon. Így kénytelenek a veszélyesebb utat választani. A zuhanó teherautóból egy helikopter kerül elő, a vezetőülésben Natalie-val. A többiek némi szabadesést követően szintén feljutnak a gépre. A tiszt telefonon tájékoztat egy – egyelőre még ismeretlen – nőt a történtekről.
A következő képsorokban – az előző részhez hasonlóan – kis visszatekintés következik, amiből megtudhatjuk, milyen előzmények után került össze Charlie három angyala. A főcím után láthatjuk, ahogy William Rose Bailey (Bruce Willis), az Igazságügyi Minisztérium biztonsági főnöke érkezik a reptérre. Fel is száll egy magángépre, ujján egy hasonló gyűrűvel, mint amit nemrég Ray Carter ujján láttunk. Az indulni készülő gép motorja váratlanul leáll. Bailey azonnal kapcsol, hogy baj van, ám a támadó gyorsabb nála.
Egy frappáns képváltást követően a lányok rövid, de látványos táncbetétje következik (Mc Hammer: U can't touch this). Natalie és Pete éppen összeköltözik, az első levelük is megérkezik az új címre. Alex és Dylan is segítenek pakolni. Jason is befut. Megtudjuk, hogy éppen szünetet tartanak. Jegyeket hozott a társulatnak a Maximum Extreme 2. című film díszbemutatójára. Csörögnek a telefonok, a lányoknak indulniuk kell.
A Charles Townsend detektívügynökségen Jimmy Bosley (Bernie Mac), John Bosley testvére fogadja őket. Roger Wixon (Robert Forster), az FBI igazgatója video-telefonál. Megtudjuk, hogy a tanúvédelem alatt álló személyek adatait a globális rejtett info-adattár (GLORIA) programban tárolják, amit két titángyűrűben helyeztek el. Ezeket vették el Carter-től és Bailey-től és már eladásra is kínálják a legnagyobb bűnszervezeteknek. Az egyik védett tanút, Alan Caulfield-et (Eric Bogosian) már holtan is találták. Az angyalok feladata, hogy visszaszerezzék a gyűrűket.
Helyszínelőknek adva ki magukat, átvizsgálják a Caulfield-házat. A nyomokból kiderül, hogy a gyilkosságot egy sebhelyes térdű szörfös követte el. Alex hazamegy, hogy fogadja idelátogató papáját, aki úgy tudja, hogy a lánya egy kórházban dolgozik. Dylan és Natalie azonnal veszik a lapot. Ezután kimennek a partra, gyilkos szörfösre vadásszanak. Natalie összetalálkozik Madison Lee-vel (Demi Moore), a legendás hírű ex-angyallal. Alexnek közben sikerül kiszúrnia a sebhelyes térdűt. Dylen-nel arról beszélgetnek, hogy előbb-utóbb ki kell képezniük egy új angyalt, Natalie helyett. Dylan lelki szemei előtt ijesztő jövőképek jelennek meg. Átkutatják a szörfös holmiját. A neve Randy Emmers (Rodrigo Santoro). Találnak egy szórólapot is a Bánya-pályán rendezendő krosszversenyről, a hátoldalán egy név: Leo.
Kimennek és Natalie benevez a versenyre a szervezőnél (Pink). Dylan puhatolózik Natalie-nál, hogy milyen tervei vannak a jövőre nézve. Közben meglátják az indulók közt Emmers-t és a sisakján Leo feliratot viselő versenyzőt is. Elindul a futam, ami – úgy tűnik – életre-halálra megy. A passzív szemlélődést megunva Ale és Dylan is beszáll a hajszába. Emmers az egyik szakasznál éppen végezni készül Leoval, de egy fekete ruhás motoros kiiktatja Emmers-t, viszont utána felkenődik egy betonelemre. Amikor leveszi a sisakját, kiderül, hogy a Cingár az. A lányok fotókat találnak Emmer-nél Alan Caulfield-ról, Max Petroni-ról és Dylan-ről. Kiderül, hogy Leo valójában Max Petroni (Shia LaBeouf). Dylan fotóján pedig a név: Helen Zaas (a szinkron szerint Pat van Ecke, kiejtve Pet Feneke).
Az ügynökségre visszatérve tisztázódik néhány dolog. Dylan nyolc éve szintén tanúvédelem alá került, akkor kapta a Dylan Sanders nevet a programban. Azért vették be, mert cserébe tanúskodott Seamus O'Grady ellen (Justin Theroux). (Közben láthatjuk azt is, hogy O'Grady-t éppen kiengedik a börtönből és átveszi a megbízótól a GLORIA-gyűrűket.) A Cingár-től szerzett nyakláncról kiderül, hogy Max-nak is ugyanilyen van, az árvaházban kapta. Bosley biztonságba helyezi Maxet a mamájánál, a lányok pedig ellátogatnak az árvaházba. A tisztelendő anyától (Carrie Fisher) sokat megtudnak a Cingárról. Többek között azt is, hogy ő az árvaház egyetlen támogatója. Legutóbbi ajándéka egy 1967-es Pontiac GTO. A lökhárítón talált madárürülékből kikövetkeztetik, hogy San Pedro kikötőjébe kell menniük.
Megfigyelnek, néhány fotót készítenek és máris kész a terv: a Kincsesláda szórakozóhelyen kell megszerezniük a bejutást jelentő kulcsot és belépőkártyát. Ezután Paddy O'Malley – vagyis Bosley – egy targoncával feljuttatja a "szoborrá merevített" lányokat a hajóra. Középiskolai fizika tanulmányaikat felidézve könnyedén hozzájutnak a keresett gyűrűkhöz. No persze ez egy remekül kifundált csapda volt. O'Grady és emberei megjelennek. Seamus követeli a gyűrűket. Látványos csihi-puhi után az angyalok a rakodótér tetején át távoznak. O'Grady megígéri Dylan-nek, hogy megtanítja rá őket, mi a fájdalom.
Miután Bosley-éknál kiderül, hogy nem "Mustár ezredes tette...", valamint az érettségi találkozón az is, hogy nem csak Natalie, hanem Pete is iskolai kabala-állat volt, Jason viráglocsolás közben találkozik Alex apjával és rendesen eljár a szája. Na persze mivel fogalma sincs, hogy Alex valójában mivel foglalkozik, alaposan félretájékoztatja a megdöbbent apát. Közben Alex is befut, a félreértések csak szaporodnak. Nemkülönben Natalie esetében, aki a férfimosdóban félreérti Pete barátainak párbeszédét. Ezalatt Dylan – aki úgy érzi, a múltja veszélybe sodorta a társait – elhagyja az ügynökséget.
Carter toppan be, átadják neki a GLORIA-gyűrűket. Távozása után a lányok rájönnek, hogy a bordatöréséből meglepően hamar felgyógyult kormánybiztos is nyakig benne van az ügyben. Azonnal rá is tapadnak. Carter a kocsijából felhívja a megbízót, hogy jelentse, megvannak a gyűrűk. Alex és Natalie így jön rá, hogy bűntársa is van és aznap este akarják eladni a listát.
Dylan a mexikói El Korracho bárban szomorkodik a pultnál. Megjelenik Kelly Garrett (Jaclyn Smith, az 1976-os sorozat egyik angyala) és meggyőzi, hogy menjen vissza.
Carter megérkezik a csillagvizsgálóhoz (Griffith Observatory), Alex és Natalie szorosan a nyomában. A megbízó szitává lövi Carter-t. Végre fény derül a kilétére: Madison Lee az. Lelövi az angyalokat, majd az ügynökségre megy. Charlie győzködi, hogy térjen jó útra – ám hasztalanul.
Szerencsére a lányok golyóálló mellényt viseltek. Bőrig ázva útnak indulnak, közben próbálják megfejteni Carter lehallgatott beszélgetését. Végül Natalie jön rá, hogy a hollywood-i sztárok csillagairól van szó, vagyis a Hollywood Walk of Fame a keresett hely. Miközben Bosley, Max és a nagyi Jason premierjének kezdetét várják, Madison pedig a vevők érkezését. Viszont a lányok ténykedésének köszönhetően a vevők és Lee két különböző épület tetején jelennek meg. A vevőket letartóztatja az FBI, Madison egy csillagászati távcső segítségével nézheti végig. Az angyalok is megjelennek, de O'Grady is betoppan. Komoly bunyó alakul ki, Alex-et, majd Dylan-t is a Cingár menti meg. Romantikus jelenet van kialakulóban, ám Seamus "közbeszúr valamit". A Cingár lezuhan. Dylen legyőzi Seamus-t, aki szintén alant végzi.
Miután újra csak az angyalok és Lee maradnak, Madison felrobbantja a tetőt és látványosan távozik, ám a lányok a levegőben is követik. Bosley egy kiváló ütéssel elhárítja a bombatámadást, az angyalok pedig rátapadnak Lee autójára. Alexet és Dylan-t sikerül leráznia, de Natalie-val az oldalán autóstul rontanak a színházba. Miközben egymással küzdenek, Natalie barátai is megérkeznek és hárman a pokolra küldik Madison-t.
Rendbe szedik magukat és ők is megjelennek a díszbemutatón. Megtudunk még pár megnyugtató dolgot: Max is a Bosley-család tagja lett, Alex papája továbbra sem tudja az igazat, de áldását adja rá, Alex és Jason közt véget ér a szünet, Natalie pedig nem menyasszony lesz, hanem kutyatulajdonos. A zárókép után még egy szórakoztató bakiparádét is láthatunk.
|  | Itt a vége a cselekmény részletezésének! |

## Szereposztás
| Szereplő            | Színész         | Magyar hang          |
| ------------------- | --------------- | -------------------- |
| Natalie Cook        | Cameron Diaz    | Für Anikó            |
| Dylan Sanders       | Drew Barrymore  | Kiss Eszter          |
| Alex Munday         | Lucy Liu        | Kökényessy Ági       |
| Jimmy Bosley        | Bernie Mac      | Bácskai János        |
| Charles Townsend    | John Forsythe   | Kristóf Tibor        |
| Seamus O'Grady      | Justin Theroux  | Epres Attila         |
| Madison Lee         | Demi Moore      | Radó Denise          |
| Ray Carter          | Robert Patrick  | Horányi László       |
| Cingár              | Crispin Glover  | -                    |
| Pete Komisky        | Luke Wilson     | Sztarenki Pál        |
| Jason Gibbons       | Matt LeBlanc    | Holl Nándor          |
| Randy Emmers        | Rodrigo Santoro | -                    |
| Max Petroni         | Shia LaBeouf    | Moser Károly         |
| Mr. Munday          | John Cleese     | Balázs Péter         |
| Bosley mama         | Ja'net DuBois   | Bakó Márta           |
| Kelly Garrett       | Jaclyn Smith    | Sáfár Anikó          |
| William Rose Bailey | Bruce Willis    | Dörner György        |
| Roger Wixon         | Robert Forster  | Kárpáti Tibor        |
| Alan Caulfield      | Eric Bogosian   | Seder Gábor          |
| tisztelendő anya    | Carrie Fisher   | Szabó Éva            |
| rendőr              | Andrew Wilson   | Csík Csaba Krisztián |
| verseny indító      | Pink            |                      |
| leendő angyal       | Ashley Olsen    |                      |
| leendő angyal       | Mary-Kate Olsen |                      |

## Érdekességek
- A film elején, Alex tornászjelenetében az edzőt a kolozsvári születésű Károlyi Béla alakítja, aki 1999 és 2001 között az amerikai női tornászválogatott edzője volt.
- A tíz éves érettségi találkozóra kapott meghívóból kiderül, hogy Pete a Rydell High School-ban végzett. Ugyanilyen nevű iskolába járt Sandy (Olivia Newton-John) és Danny (John Travolta) is 1958-ban, az 1978-ban bemutatott Grease című film szerint.
- A Bánya-pályán Dylan és Natalie motorjának rajtszáma megegyezik az őket alakító színésznők születésnapjával (22 és 30).